# Ashtown Castle
Ashtown Castle (irisch Caisleán Bhaile an Ásaigh) ist ein denkmalgeschütztes Gebäude im Phoenix Park, dem größten Naherholungspark in einer europäischen Hauptstadt im irischen Dublin. Es wurde als Tower House (befestigtes Haus), einer Sonderform einer mittelalterlichen Burg, ausgeführt.

## Beschreibung
Ashtown Castle wurde im Laufe seiner Geschichte mehrfach umgebaut und verändert, entspricht in seiner Dimensionierung noch den 10£-Burgen die unter dem englischen König Heinrich VI. errichtet wurden. Im rechteckigen Grundriss misst das viergeschossige Bauwerk etwa 6 Meter auf 9 Meter. An der Südostecke befindet sich ein Erkervorbau, der den Wendeltreppenaufgang umfasst. 
Die Funktion der Anlagen im Erdgeschoss ist heute unbekannt, wobei allerdings angenommen wird, dass sich hier unter anderem die Küche befand. Im ersten Obergeschoss befanden sich die Wohnräume der Burgherren. Das zweite Obergeschoss beherbergte die Große Halle (englisch great hall), im Dachbereich, der heute als Satteldach ausgeführt ist, waren die Wehranlagen eingerichtet.
Die umliegenden Gartenanlagen skizzieren einen Gebäudegrundriss. Es handelt sich hierbei um die nicht mehr existente Ashtown Lodge, eine ehemalige Erweiterung des Hauses, die seinerzeit das Gebäude in ein Schloss verwandelt hatte.

## Geschichte
Es ist unbekannt, wann die Burg errichtet wurde. Als sicher gilt, dass sie im frühen 17. Jahrhundert existiert hat. Vermutet wird, dass die Anlage zu einer Zeit entstand, als König Heinrich VI. ein Statut verkündete, welches besagte, dass jeder Burgenbau, der ein Minimum an Anforderungen erfüllt, mit zehn Pfund gefördert wurde. 
Die Ausführung des Dachs lässt vermuten, dass dieses im 17. Jahrhundert umgebaut und verändert wurde. Bekannt ist, dass 1641 John Connell, besser bekannt als John of Ashtown, Eigentümer des Anwesens war, welches seinerzeit 200 Acres umfasste und rund 200 Pfund wert war.
1751 folgten die ersten Arbeiten der sich anschließenden Ashtown Lodge, die ab 1774 nochmals modernisiert und ausgebaut wurde. Von 1782 an residierte hier der Under Secretary for Ireland.
Von 1922 bis 1929 diente das Anwesen als Botschaft für die USA. Diese wurde dann auf das Anwesen Deerfield verlegt. Doch die Nutzung als Botschaft blieb vorerst erhalten: Der Apostolische Nuntius, die diplomatische Vertretung des Vatikans, nutzte Ashtown Castle bis 1978. Bis zur Restaurierung 1989, das Gebäude war in schlechtem baulichen Zustand, wurde unter anderem eine Nutzung durch den Taoiseach, das irische Regierungsoberhaupt, diskutiert. Bis auf den alten, dann restaurierten Burgkern, erfolgte allerdings der Abriss der Lodge.